# Castellamonte
Castellamonte là một đô thị ở tỉnh Torino trong vùng Piedmont, có vị trí cách khoảng 35 km về phía bắc của Torino, nước Ý. Tại thời điểm ngày 31 tháng 12 năm 2004, đô thị này có dân số 9.298 người và diện tích là 38.5 km².
Đô thị Castellamonte có các frazioni (các đơn vị trực thuộc, chủ yếu là các làng) Sant'Antonio, San Giovanni, Spineto, và Maglio.
Castellamonte giáp các đô thị: Trausella, Meugliano, Rueglio, Cintano, Issiglio, Colleretto Castelnuovo, Lugnacco, Borgiallo, Castelnuovo Nigra, Vidracco, Parella, Quagliuzzo, Cuorgnè, Baldissero Canavese, San Martino Canavese, Torre Canavese, Bairo, Valperga, Salassa, Ozegna, và Rivarolo Canavese.